# Salmos 152 a 155
Salmos 152 a 155 é um conjunto de quatro salmos encontrados na Peshitta siríaca, em alguns manuscritos gregos da Septuaginta e ainda nos pergaminhos de Qumran.
São reconhecidos como canônicos somente pela Igreja Síria. Tidos, portanto, como apócrifos pelas demais Confissões cristãs. Juntamente com o salmo 151 são conhecidos como os cinco apócrifos de David.
Podem ser titulados da seguinte forma:
- A prece de Ezequias quando cercado por seus inimigos;
- Permissão aos hebreus para voltarem a sua terra dada por Ciro II;
- De David por ocasião da luta com o leão e o lobo quando estes tomaram uma ovelha de seu rebanho; e
- Agradecimento de David a Deus pela vitória sobre o leão e o lobo.